# Louise Juta

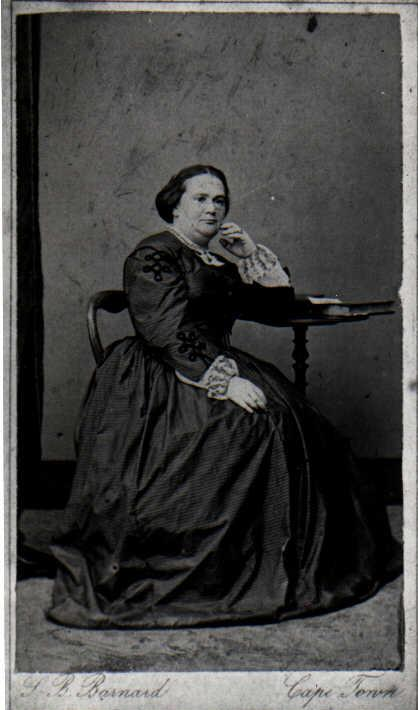
Louise Juta geb. Marx. Fotografie von Samuel Baylis Barnard (1841–1916), Cape Town 1863.

Louise Juta, geborene Louise Marx (* 14. November 1821 in Trier; † 3. Juli 1893 in Rondebosch bei Kapstadt) war die Ehefrau von Jan Carel Juta und Schwester von Karl Marx.

## Leben
Louise Marx wurde als sechstes Kind von Heinrich Marx und Henriette, geb. Presburg, in Trier geboren. Wie ihre Geschwister wurde sie am 26. August 1824 durch den evangelischen Militärpfarrer Mühlenhoff getauft. Kurz nach einer Scharlacherkrankung wurde sie gemeinsam mit ihrer Schwester Emilie am 8. April 1838 in Trier konfirmiert, weil ihr Vater schwer erkrankt war. Heinrich Marx starb am 10. Mai 1838 in Trier. Sie erhielt, wie alle unmündigen Geschwister, einen Vormund. Deshalb konnte nicht viel in ihre Ausbildung investiert werden.
In verschiedenen Testamenten ihrer Mutter wurde sie besonders bedacht. Vermutlich durch ihre Verwandten in Zaltbommel (Lion Philips) lernte sie ihren Mann kennen und heiratete am 5. Juni 1853 standesamtlich in Trier. Am 7. Juni wurde in Traben in Anwesenheit ihres Onkels Lion Philips und Schwagers von ihrer Mutter Henriette Marx die kirchliche Trauung vorgenommen. Am 15. Juni 1853 wurde noch ein notarieller Vertrag in Zaltbommel abgeschlossen, der die schwierigen Verkehrsverhältnisse (die lange Reise nach Südafrika) regeln sollte.
Auf dem Weg nach dem Kap der Guten Hoffnung besuchte das frisch vermählte Ehepaar am 29. Juni Karl Marx und seine Familie in London. Auch später besuchten Juta, seine Frau sowie seine Kinder Marx und dessen Familie sowie Friedrich Engels in Manchester. Bald nach seiner Ankunft (1853) in Südafrika gründete Juta J. C. Juta, Bookseller und Stationer, Wale Street, Kapstadt, und verlegte Schulbücher, Regierungsdokumente und wissenschaftliche Werke. 1883 verkaufte er einen Teil der Firma an seine Prokuristen Jacobus Cuypers und Thomas Mullins Duncan.
Jan Carel und Louise hatten sieben Kinder: Henrietta (* 1854), Jan Carel (Charles, * 1855; † 1900), Henry Hubert (* 1857; † 1930), Emilie, Wilhelma, Louise Emilie (* 1861) und Coenraad Jacobus (* 1865) Auch nach 1883 hatte Louise und ihre Familie persönlichen und brieflichen Kontakt mit Marx und seinen Töchtern (Laura Lafargue und Eleanor Marx). Es haben sich zahlreiche Fotografien von der Familie Juta im Nachlass von Laura und Jenny Marx erhalten. Jan Carel Juta starb am 8. April 1886 im Kreise seiner Familie in London, Sutton Court Road, Chiswick. An seiner Beerdigung nahm Eleanor Marx teil.
Louise kehrte in die Kapkolonie zurück und starb am 3. Juli 1893 in Rondebosch, einem südlichen Vorort von Kapstadt. Sie vererbte ihren noch lebenden Kindern (Sir Henry Juta, Wilhelma Juta und Louise Hosmer) mehr als 35.000 £ einschließlich der Firmenanteile von „J. C. Juta & Co.“

## Geschwister
- Mauritz David Marx (1815–1819)
- Sophia Marx (1816–1866) verheiratet mit Willem Robert Schmalhausen (1817–1862)
- Karl Marx (1818–1883)
- Hermann Marx (1819–1842)
- Henriette Marx (1820–1845) verheiratet mit Theodor Simons (1813–1863)
- Emilie Marx (1822–1888) verheiratet mit Johann Jacob Conradi (1821–1892)
- Caroline Marx (1824–1847)
- Eduard Marx (1826–1839)

## Zitate
„Meine Tanten haben mir oft erzählt, daß Mohr als Junge ein schrecklicher Tyrann war; er zwang sie, im vollem Galopp den Marxberg in Trier hinunter zu kutschieren, und was noch schlimmer war, er bestand darauf, daß sie die Kuchen äßen, welche er mit schmutzigen Händen aus noch schmutzigerem Teige selbst verfertigte. Aber sie ließen sich dies alles ohne Widerrede gefallen, denn Karl erzählte ihnen zur Belohnung so wundervolle Geschichten.“

„Eben kommen Frau Schwester und Herr Schwager. Meine Schwester ist sehr corpulent und die Passage durch den Aequator wird ihr verdammt Schweiß kommen.“